# Élections sénatoriales de 2026 représentant les Français établis hors de France
Pour un article plus général, voir Élections sénatoriales françaises de 2026.
Les élections sénatoriales de 2026 représentant les Français établis hors de France sont prévues en septembre 2026. Elles visent à renouveler les six sénateurs de la série 2 représentants les Français établis hors de France.

## Modalités

### Dates
Ces élections se tiendront en septembre 2026, les sénateurs étant élus pour une durée de 6 ans et les élections de 2020 ayant eu lieu le 27 septembre.

### Mode de scrutin
Les Français établis hors de France étant représentés par six sénateurs, ces derniers sont élus au scrutin proportionnel plurinominal. Les électeurs votent pour des listes de candidats, et les sièges sont répartis après dépouillement des suffrages aux différentes listes en proportion de leurs parts des voix, suivant la règle de la plus forte moyenne, sans panachage ni vote préférentiel,.

### Collège électoral
Les élections sénatoriales sont un scrutin indirect, cela signifie que seuls les grands électeurs sont appelés à voter lors de cette élection. Sont considérés comme grands électeurs:
- les députés et sénateurs ;
- les conseillers des Français de l'étranger ;
- les délégués consulaires.

## Contexte

### Élections sénatoriales de 2021
Lors des élections sénatoriales de 2020, les Républicains, l'Alliance solidaire des Français de l'étranger, La République en Marche, l'UDI, Europe Écologie - Les Verts et le parti socialiste obtiennent chacun un siège.

## Résultats

### Sénateurs sortants et élus
| Sénateurs sortants        | Parti | Parti | Groupe | Groupe | Sénateurs élus | Parti | Parti | Groupe | Groupe |
| ------------------------- | ----- | ----- | ------ | ------ | -------------- | ----- | ----- | ------ | ------ |
| Sophie Briante Guillemont |       | ASFE  |        | RDSE   |                |       |       |        |        |
| Olivier Cadic             |       | UDI   |        | UC     |                |       |       |        |        |
| Samantha Cazebonne        |       | RE    |        | RDPI   |                |       |       |        |        |
| Yan Chantrel              |       | PS    |        | SER    |                |       |       |        |        |
| Christophe-André Frassa   |       | LR    |        | REP    |                |       |       |        |        |
| Mélanie Vogel             |       | LÉ    |        | GEST   |                |       |       |        |        |